# 瑪潔麗·夏普
克拉拉·瑪潔麗·梅麗塔·夏普·卡斯爾（英語： Clara Margery Melita Sharp Castle，1905年1月25日—1991年3月14日）是一位英國作家。她是一位富有創造力的作家，在她漫長的寫作生涯裡，她寫了26本成人小說，14本兒童小說，4部劇作，2部推理小說系列，以及眾多的短篇故事。她最著名的故事是《救難小英雄》（The Rescuers）系列的一隻名叫碧安卡的老鼠，在之後先後被改編成兩部迪士尼經典動畫長片，如1977年的《救難小英雄》與1990年的《救難小英雄澳洲歷險記》。

## 人物簡介
克拉拉·瑪潔麗·梅麗塔·夏普在1905年1月25日出生於威爾特郡索爾茲伯里，她的家庭源自北約克郡。她童年時在馬爾他度過一段時間。
在1938年她嫁給航空工程師的空軍少校傑佛瑞·卡斯爾（Geoffrey Castle）。

## 選擇參考書目

### 成人小說
- 1930年《杜鵑花派》（Rhododendron Pie）
- 1932年《響亮的錫小號》（Fanfare for Tin Trumpets）
- 1932年《寧芙與貴族》（The Nymph and The Nobleman）
- 1934年《花刺》（The Flowering Thorn）
- 1934年《蘇菲·卡斯梅傑》（Sophy Cassmajor）
- 1935年《四園》（Four Gardens）
- 1937年《肉荳蔻樹》（The Nutmeg Tree）
- 1939年《小丑屋》（Harlequin House）
- 1940年《貞潔之石》（The Stone of Chastity）
- 1941年《三個同伴》（Three Companion Pieces）
- 1944年《克露妮·布朗》（Cluny Brown），在1946年改編成同名電影
- 1946年《大不列顛馬廄》（Britannia Mews）
- 1948年《愚蠢的淑女》（The Foolish Gentlewoman）
- 1951年《麗絲·利利懷特》（Lise Lillywhite）
- 1954年《吉卜賽人在殯儀館》（The Gipsy in the Parlour）
- 1960年《一些光》（Something Light）
- 1965年《太陽在天蠍座》（The Sun in Scorpio）
- 1967年《虔誠的記憶》（In Pious Memory）
- 1970年《羅莎》（Rosa）
- 1972年《清白的》（The Innocents）
- 1973年《失落的教堂野餐與其他故事》（The Lost Chapel Picnic and Other Stories）
- 1975年《忠誠的僕人》（The Faithful Servants）
- 1977年《暑期視察》（Summer Visits）

### 瑪莎系列
- 1957年《愛之眼》（The Eye of Love）
- 1962年《瑪莎在巴黎》（Martha in Paris）
- 1964年《瑪莎，艾瑞克與喬治》（Martha, Eric and George）

### 兒童小說
- 1960年《梅麗珊德》（Melisande）
- 1965年《迷失在集會》（Lost at the Fair）
- 1974年《神奇的凤頭鸚鵡》（The Magical Cockatoo）
- 1974年《隔壁的孩子》（The Children Next Door）

### 救難小英雄系列
- 1959年《救難小英雄》（The Rescuers）
- 1962年《碧安卡小姐》（Miss Bianca）
- 1963年《塔樓》（The Turret）
- 1966年《碧安卡小姐在鹽礦》（Miss Bianca in the Salt Mines）
- 1970年《碧安卡小姐在東方》（Miss Bianca in the Orient）
- 1971年《碧安卡小姐在南極》（Miss Bianca in the Antarctic）
- 1972年《碧安卡小姐與伴娘》（Miss Bianca and the Bridesmaid）
- 1977年《勇敢的伯納德》（Bernard the Brave）
- 1978年《伯納德的戰鬥》（Bernard into Battle）